# ブラジルの国立公園

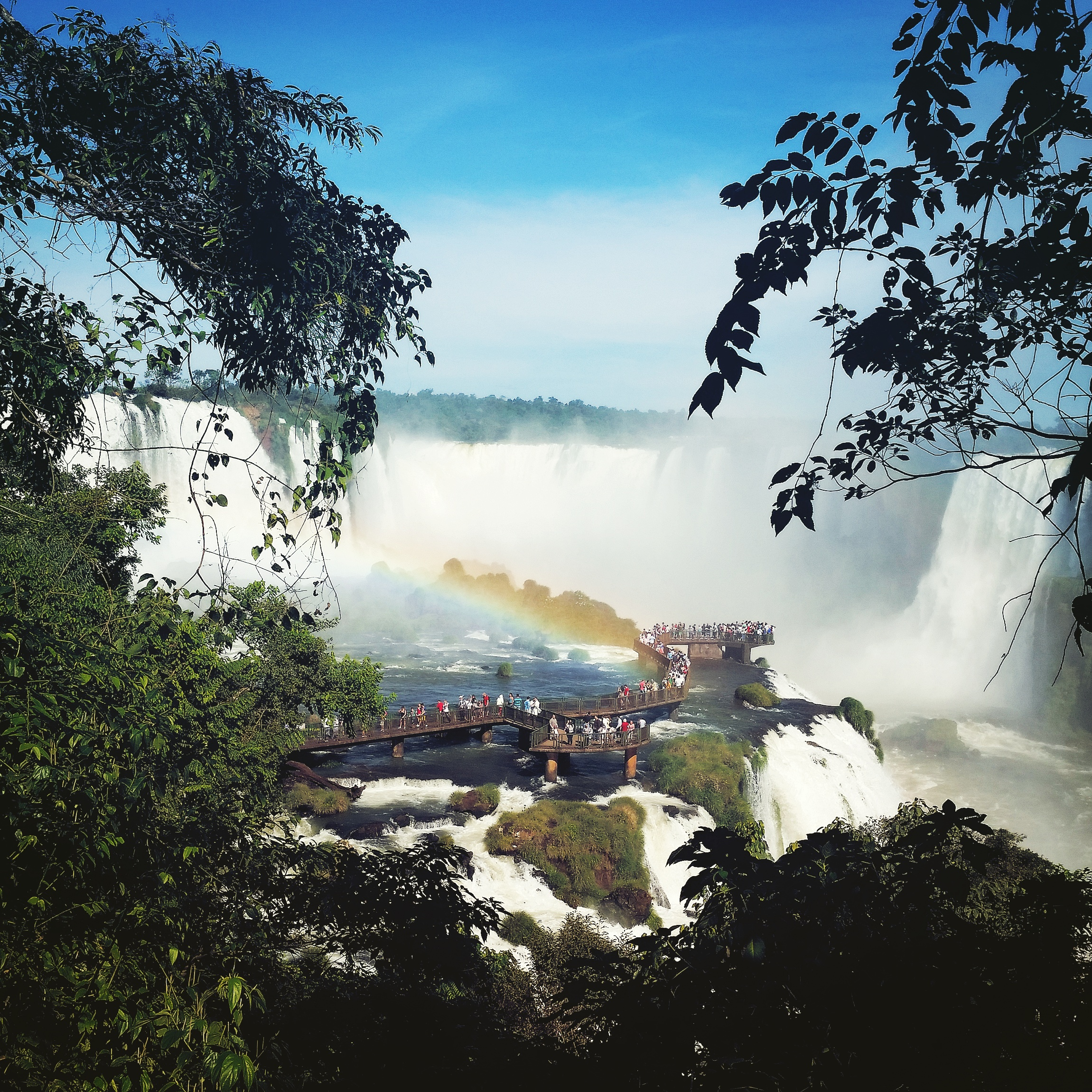
イグアス国立公園を見物する。

ブラジルの国立公園（ブラジルのこくりつこうえん）では、ブラジルの国立公園（ポルトガル語：Parques nacionais）を記述する。

## 概要
ブラジルの国立公園は、ブラジルで法的に定義されたタイプの保護地域である。最初の公園は1930年代に設立され、他の公園が徐々に追加され、通常、沿岸の人口中心に近い滝や峡谷などの天然記念物が保護されてきた。しかし、少なくとも2つの初期の公園は、後に水力発電所の建設のために水没する経験をしている。
アマゾンの熱帯雨林の最初の公園は1974年に開園した。今日、国立公園は特にアマゾンの広大な地域をカバーしている。しかし、それらの多くは、土地の元所有者または使用者からの補償に対する未解決の請求に苦しんでおり、多くは公共の訪問をサポートするために必要な管理計画、物理的インフラストラクチャ、および人員を欠いている。責任ある政府機関には、飲食、お土産の販売、ガイド付きツアーなどのサービスを提供することもなく、官僚機構は民間部門にそのようなサービスの提供に入札させることを遅らせている。 
ブラジルの保護地域300か所のうち、国立公園は64か所ある。その管理は2007年に、自然保護省シコ・メンデス生物多様性保護院（Instituto Chico Mendes de Conservação da Biodiversidade）がブラジル環境・再生可能天然資源院から引き継いでいる。

## 一覧
ブラジルの国家公園いくつかを、五十音順で次に示す。
- アラグアイア国立公園
- ヴェアデイロス平原国立公園
- エマス国立公園
- コスタ・ド・デスコブリメントの大西洋岸森林保護区群の三国立公園
- ジャウー国立公園
- ジュルエナ国立公園
- シングー国立公園

- セーハ・ド・ガンダレラ国立公園
- セラ・ダ・カピバラ国立公園
- スペラグイ国立公園
- チジュカ国立公園 (リオデジャネイロ近郊)
- トゥムクマケ国立公園
- パンタナル国立公園
- フェルナンド・デ・ノローニャ国立公園
- レンソイス・マラニャンセス国立公園
- ロライマ国立公園

## 参照項目
- 国立公園
- アメリカ合衆国国立公園